# Lago de Starnberg
El lago de Starnberg (en alemán: Starnberger See, pronunciación: /ˈʃtaʁnˌbɛʁɡɐ ˈzeː/ⓘ) es un lago de tamaño considerable localizado en Baviera, a poco más de 25 km al sudoeste de Múnich. Mide 21 km de norte a sur y entre 3 y 5 km de oeste a este, teniendo una superficie total de 56 km². Es el quinto lago más grande de Alemania y está a una altitud de 580 m s. n. m. De él nace, en la población del mismo nombre que el lago, el río Würm. 
En este lago murió ahogado el rey Luis II de Baviera. El lago también es mencionado en el poema The Waste Land (1922) de T. S. Eliot.
El lago de Starnberg fue designado como humedal de importancia internacional, protegido por el Convenio de Ramsar el 26 de febrero de 1976 (n.º 94: Starnberger See)47°45′N 011°18′E / 47.750, 11.300. La zona protegida abarca 5.720 ha. Tiene una elevación de 584 m s. n. m. Es un gran lago de agua dulce sujeta a fluctuaciones estacionales, situado en un valle glaciar y rodeado por presas de morrenas. Tiene zonas de cañaveral y es importante porque allí las aves migratorias se detienen y pasan el invierno. 

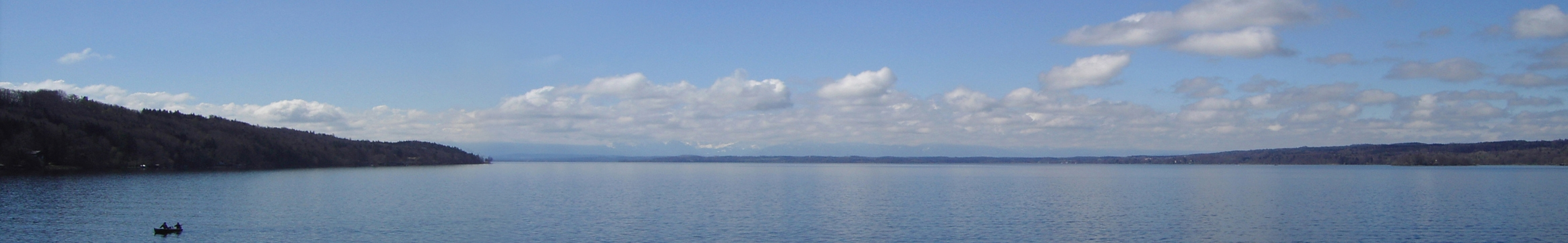
Vista del lago de Starnberg con los Alpes al fondo.